# Klaus Franz (Architekt)
Klaus Franz (* 6. Mai 1923 in Elberfeld; † 13. Januar 1999 in Stuttgart) war ein deutscher Architekt.

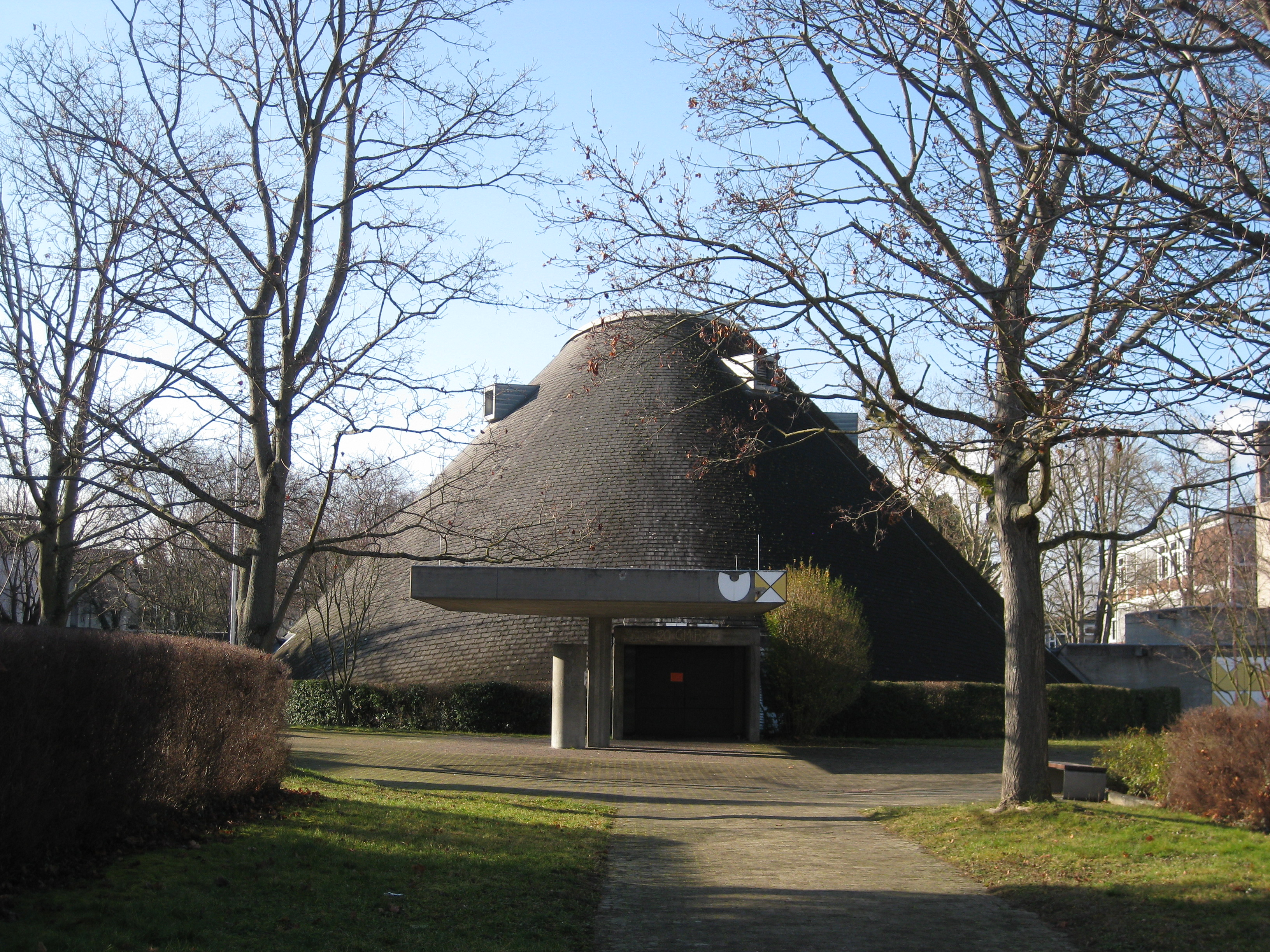
Maria Regina (Kirche)

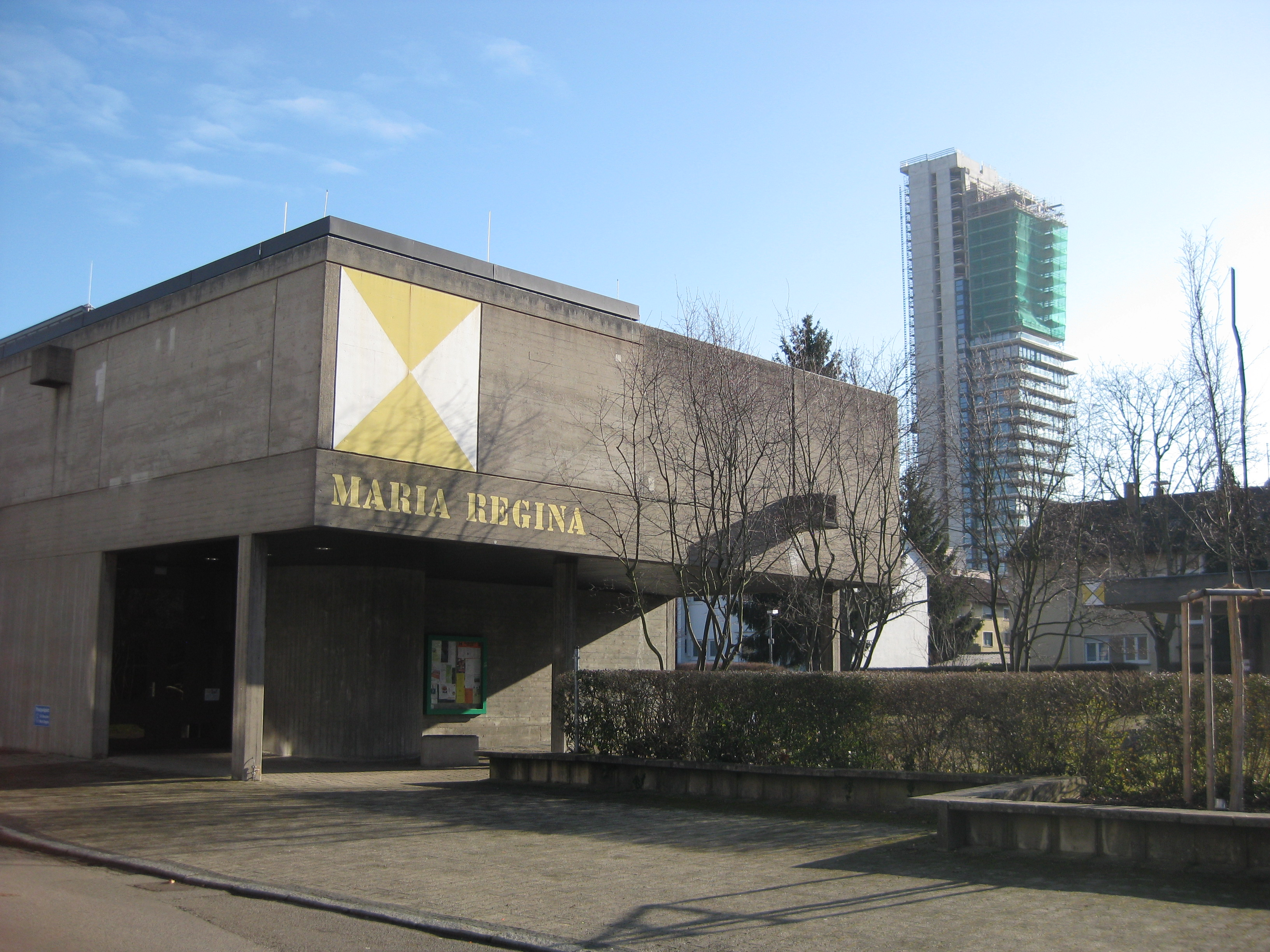
Maria Regina (Gemeindezentrum)

## Leben
Franz ging in Wuppertal zur Schule und erlangte dort das Abitur. Kurz nach dem Zweiten Weltkrieg, in dem er ab 1942 als Soldat diente und verwundet wurde, nahm er ein Studium an der Kunstakademie Düsseldorf auf, das er jedoch bald abbrach.
Nach einem Praktikum beim Wuppertaler Architekten Heinz Rasch 1946 studierte er 1946–1952 Architektur an der TH Stuttgart, u. a. bei Heinrich Lauterbach, und schloss mit dem Diplom ab.
1953–1961 war er am dortigen Lehrstuhl für Baukonstruktion zunächst Wissenschaftliche Hilfskraft und dann Assistent bei Günter Wilhelm.
1961 eröffnete er ein eigenes Büro in Stuttgart.
Seit 1972 war Franz Lehrer für Baukonstruktion an der Kunstakademie Stuttgart, wo er 1975–1989 eine Professur innehatte.
Franz entwarf einige Bauten in Sichtbeton für die Katholische Kirche, die stilistisch dem Brutalismus zugerechnet werden können. Als sein Hauptwerk gilt das Gemeindezentrum Maria Regina in Fellbach, das 1970 mit dem Hugo-Häring-Preis ausgezeichnet wurde und seit 2013 unter Denkmalschutz steht.
Ein Großteil von Franz’ Nachlass liegt im Südwestdeutschen Archiv für Architektur und Ingenieurbau. Die Städtische Galerie Neunkirchen besitzt eine dem ehemaligen Rektor der Stuttgarter Kunstakademie, Wolfgang Kermer, zugeeignete grafische Arbeit.
Franz war verheiratet und hatte drei Kinder. Einer seiner Söhne ist der Maler und Grafiker Andreas Nikolaus Franz.

## Bauten
- 1952–1954: Silcherschule in Stuttgart-Zuffenhausen (mit Günter Wilhelm) Lage
- 1953: Wohnhaus Langheck in Esslingen am Neckar (mit Günter Wilhelm)
- 1959–1960: Wohnhaus Planck in Nürtingen
- 1959–1960: Wohnhaus Bolsinger in Künzelsau
- 1961–1967: Katholisches Gemeindezentrum und Kirche Maria Regina in Fellbach[3] Lage
- 1967–1970: Wohnhaus Schülen in Stuttgart
- 1968–1973: Katholisches Gemeindezentrum St. Monika in Stuttgart-Feuerbach[4][5] Lage
- 1970–1972: Katholisches Gemeindezentrum Don Bosco in Fellbach Lage
- 1971–1972: Katholisches Gemeinde- und Pfarrhaus in Winnenden-Schelmenholz Lage
- 1973–1974: Katholisches Gemeindehaus St. Martin in Bad Wimpfen Lage